# Clònia (nimfa)
Clònia (en grec antic: Κλονιη) va ser, segons la mitologia grega, una nimfa relacionada amb la mitologia de Tebes.
Casada amb Hirieu, rei epònim d'Híria, va ser la mare de Nicteu i Licos, que serien regents de Tebes.
Una altra tradició diu que Nicteu i Licos són fills de Clònia i Ctoni, un dels Esparts, els guerrers que van néixer de les dents del drac que va matar Cadme, o de Posidó i de la plèiade Celeno.